# Melyane Island
Melyane Island (englisch; bulgarisch остров Меляне ostrow Meljane) ist eine eisfreie, in südost-nordwestlicher Ausrichtung 280 m lange und 90 m breite Insel im Archipel der Südlichen Shetlandinseln. Als südlichste der Dunbar-Inseln vor der Nordostküste der Livingston-Insel liegt sie 1,27 km westlich des Slab Point und 2,52 km nordöstlich des Kotis Point.
Britische Wissenschaftler kartierten sie 1968, bulgarische 2009. Die bulgarische Kommission für Antarktische Geographische Namen benannte sie 2013 nach der Ortschaft Meljane im Nordwesten Bulgariens.